# Marano di Valpolicella
Marano di Valpolicella (velenceiül Maran de Valpołexeła) település Olaszországban, Veneto régióban, Verona megyében. Lakosainak száma 3086 fő (2023. január 1.). Marano di Valpolicella Fumane, Negrar di Valpolicella, San Pietro in Cariano és Sant'Anna d'Alfaedo községekkel határos.

## Népesség
A település népességének változása:

| 2018 | 3 145 |
| 2023 | 3 086 |